# Verde-floresta
O verde-floresta é um tom médio de verde semelhante à cor das árvores, de outras plantas e das florestas em geral.
Trata-se de uma cor da web, registrada como ForestGreen (assim, sem espaços) quando escrita em código HTML para exibição em telas de sites. O primeiro uso registrado de "forest green" como nome de cor em inglês ocorreu em 1810. O verde-floresta representa a tonalidade média das folhas das árvores em florestas decíduas de regiões temperadas.

## Na cultura
Verde-floresta é utilizado para representar a floresta decídua no mapa que exibe sua vegetação nativa.  

### Ambientalismo
O verde-floresta pode ser empregado especificamente no design gráfico de materiais ambientalistas relacionados à conservação de florestas. Um ambientalista verde-floresta (também chamado de ambientalista verde-escuro) é um ativista profundamente comprometido com a causa ecológica.

### Esportes
O verde-floresta é uma das cores do Nottingham Hoods, time de basquete inglês. Também aparece nas cores do time Saskatchewan Roughriders (da CFL), variando conforme a bandeira da província de Saskatchewan. Na NHL, o Minnesota Wild utiliza o verde-floresta como uma de suas cores oficiais.